# Serampore

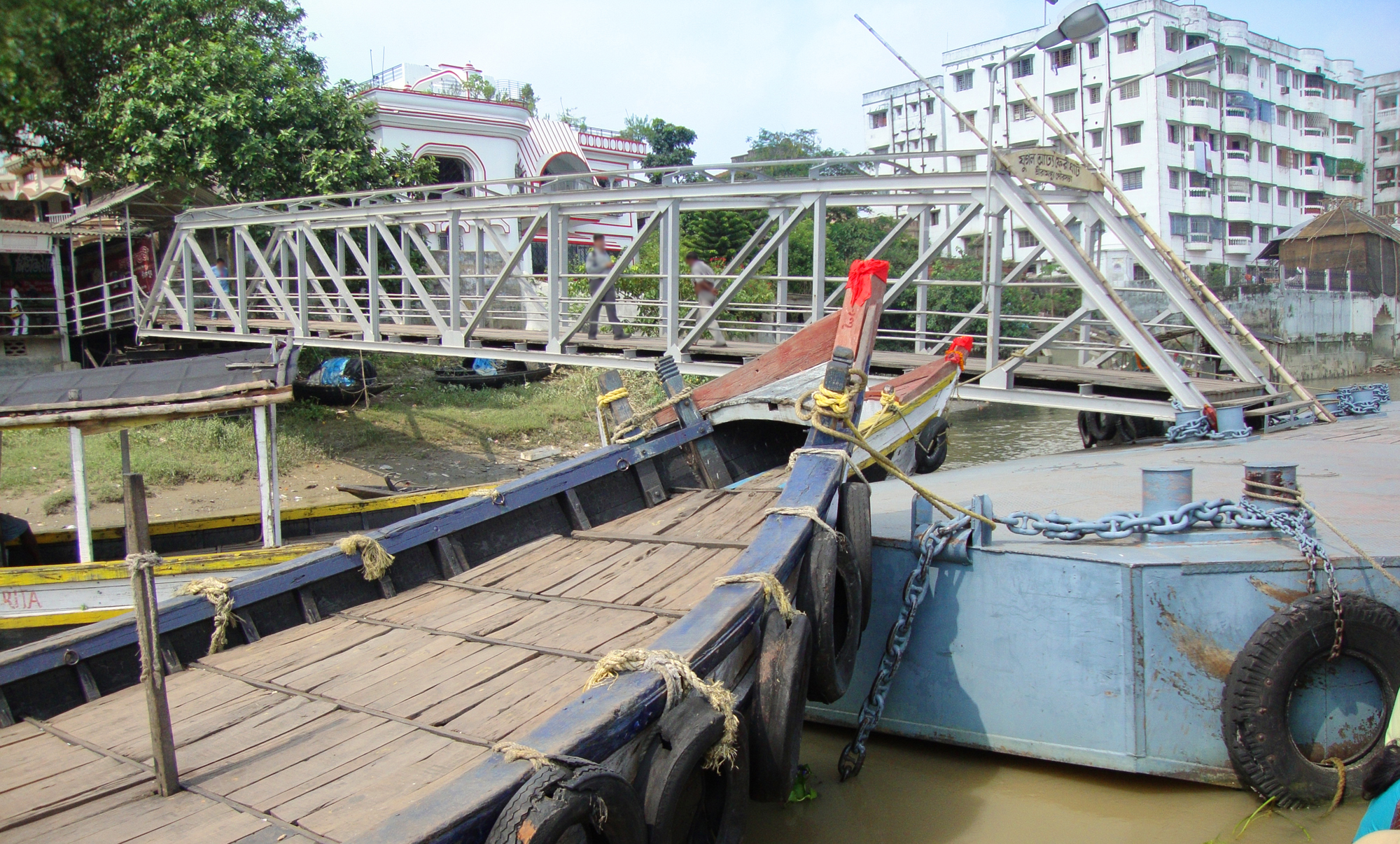
Serampore ferry wharf

Serampore là một thành phố và khu đô thị của quận Hugli thuộc bang Tây Bengal, Ấn Độ.

## Nhân khẩu
Theo điều tra dân số năm 2001 của Ấn Độ, Serampore có dân số 197.955 người. Phái nam chiếm 53% tổng số dân và phái nữ chiếm 47%. Serampore có tỷ lệ 77% biết đọc biết viết, cao hơn tỷ lệ trung bình toàn quốc là 59,5%: tỷ lệ cho phái nam là 81%, và tỷ lệ cho phái nữ là 73%. Tại Serampore, 8% dân số nhỏ hơn 6 tuổi.